# Benthanops fulva
Benthanops fulva är en kräftdjursart som beskrevs av Barnard 1932. Benthanops fulva ingår i släktet Benthanops och familjen Philosciidae. Inga underarter finns listade i Catalogue of Life.